# Олд Трафорд
Олд Трафорд (енгл. Old Trafford) је фудбалски стадион у Енглеској и 
смештен је у Манчестеру. На овоме стадиону своје мечеве као домаћин игра Манчестер јунајтед. Олд Трафорд или Театар снова (тај надимак је добио од Бобија Чарлтона) је један он најпопуларнијих стадиона у свету. Може да прими 74,310 гледалаца.

## Историја
Изградња стадиона је започета 1909, и трајала до 1910. када је стадион отворен. Цена изградње износила је 90.000.000 фунти што је у то време било много новца. У периоду од 1941. до 1949. када је стадион бомбардован у другом светском рату Јунајтед је дијелио стадион Maine Road са Манчестер Ситијем.
Олд Трафорд сада прима 75.635 гледалаца, што га чини највећим стадионом на којем се играју мечеви енглеске Премијер лиге. Олд Трафорд је рангиран са 5 звездица од стране Уефе. Такође на њему су одигране утакмице Светског првенства 1966, ЕУРА 1996, те финале Лиге Шампиона 2003.